# Hemeroblemma moniliaris
Hemeroblemma moniliaris är en fjärilsart som beskrevs av Achille Guenée 1852. Hemeroblemma moniliaris ingår i släktet Hemeroblemma och familjen nattflyn. Inga underarter finns listade i Catalogue of Life.